# Belcherinseln
Die Belcherinseln (englisch Belcher Islands, französisch Îles Belcher, inuktitut Qikirtait) sind ein Archipel im Südosten der Hudson Bay in Kanada, nördlich der James Bay. Politisch gehören sie zum Territorium Nunavut.
Insgesamt bedeckt der Archipel eine Fläche von 13.000 km², davon etwa 2.900 km² Landfläche.
Er wurde 1610 von dem englischen Seefahrer Henry Hudson entdeckt und später nach Sir Edward Belcher, einem Polarforscher und Kommandeur einer Arktisexpedition, benannt.
Die nur wenige Meter über den Meeresspiegel emporragenden Inseln gehören geologisch zum Kanadischen Schild und bestehen aus 1,64 bis 2,34 Milliarden Jahre alten Sedimentgesteinen. Ihre seltsame, schlaufenartige Form entstand durch die enge Faltung der Sedimentgesteine und die nachfolgende Erosion der weniger widerstandsfähigen Gesteinsschichten durch das Gletschereis im Eiszeitalter, als das Gebiet der heutigen Hudsonbay mehrfach komplett vergletschert war. Erst mit dem Meeresspiegelanstieg in der Nacheiszeit sind die Inseln nahezu ertrunken. Daher reichen heute nur die härteren, erosionsresistenteren Schichten in den Faltenstrukturen über die Meeresoberfläche hinaus.
Hauptinsel ist die 1585 km² große Flaherty Island.
An der Nordküste von Flaherty Island befindet sich die Siedlung Sanikiluaq, die südlichste Gemeinde Nunavuts. Weitere größere Inseln des insgesamt 1.500 Inseln umfassenden Archipels sind Kugong Island, Moore Island, Tukarak Island, Innetallong Island, Wiegand Island, Split Island, Snape Island und Mavor Island.
Die Belcher Islands lassen sich in vier Gruppen unterteilen:
- North Belcher Islands, Hauptinseln: Johnson Island, Laddie Island, Split Island
- Baker’s Dozen Islands, etwa 50 Inseln
- East Belcher Islands, 15 Inseln
- Flaherty Islands, etwa 300 Inseln

Die den Inuit zuzurechnende autochthone Bevölkerung der Belcherinseln wird nach dem Inuktitut-Namen der Insel als Qikirtamiut bezeichnet.